# Lista invaziilor Rusiei în teritoriile românești
Aceasta este o listă a invaziilor militare ale  Rusiei  în teritoriile care au aparținut inițial Principatelor Române și ulterior României, în calitate de stat succesor al Principatelor.. 
Lista nu include următoarele:
- acțiunile forțelor militare ruse pe teritoriile românești în calitate de trupe aliate, drept efect al celor stipulate de Tratatul de la Luțk din 1711 și de Tratatul de alianță dintre România și Antanta din 1916
- acțiuni (menționate separat mai jos) asupra cărora nu există uniformitate de opinii în ce privește includerea lor într-o astfel de listă:

- raidurile sau acțiunile independente asociate conflictului legat de frontiera dintre Regatul României și Imperiul Rus și statul său succesor Uniunea Republicilor Sovietice Socialiste din perioada 1916-1940 (mai puțin ultimatumul sovietic dat României în 1940)
- Implicarea la vest de Linia Nistrului în cursul Războiului de Independență al Republicii Moldova din anii 1990, a Armatei a 14-a a statului succesor al URSS, Federația Rusă

## Lista
| Conflict                                             | An invazie în statele române | An retragere din statele române | Teritorii invadate în statele române         | Solicitări ruse în raport cu statele române | Consecințe asupra statelor române | Acțiuni militare în statele române              |
| ---------------------------------------------------- | ---------------------------- | ------------------------------- | -------------------------------------------- | --- | --- | ----------------------------------------------- |
| Războiul Ruso-Turc (1735–1739)                       | 1739                         | 1739                            | Moldova (Orientală și Occidentală)           | - Frontiera Imperiului Rus să fie la Dunăre, iar Principatul Moldovei și Țara Românească să devină state aparte, sub protecție și suzeranitate rusă.  | - Principatul Moldovei a devenit teatru de operații pentru trupele ruse - Imperiul Rus s-a detașat ca putere europeană de prim rang, capabilă să treacă la ofensivă în Peninsula Balcanică și spre Europa Centrală - Imperiul Rus și Monarhia Habsburgică s-au identificat în primul rând ca rivali și în al doilea rând ca aliați de conjunctură, în ce privește ocuparea Țărilor Române. - Diplomația europeană de devenit mai interesată de blocarea Imperiului Rus decât de alungarea Imperiului Otoman din Europa | Vezi Bătăliile Războiului Ruso-Turc (1735–1739) |
| Războiul Ruso-Turc (1768–1774)                       | 1769                         | 1775                            | Moldova (Orientală și Occidentală), Muntenia | - Stăpânirea de către imperiul Rus a Principatelor Dunărene - Acordarea către Imperiul Rus a dreptului de protecție a creștinilor din Imperiul Otoman | - Ambele Principate Dunărene au devenit teatre de operații pentru trupele ruse - Pierderea Bucovinei în favoarea Monarhiei Habsburgice - Articolul XVI al Tratatului de la Kuciuk-Kainargi a liberalizat exercitarea religiei creștine pe teritoriul Principatelor Dunărene, a stabilit un drept de liberă emigrare a supușilor Porții din aceste teritorii și le-a scutit pe timp de 2 ani de plata tributului către Înalta Poartă - Imperiul Rus și-a arogat prin Articolul VII al Tratatului de la Kuciuk-Kainargi în corelație cu interpretarea Articolul XIV în favoarea sa, dreptul de protector oficial al creștinilor ortodocși din Imperiul Otoman, ceea ce a deschis calea interferenței străine în relațiile Imperiuluiui Otoman cu supușii săi creștini și pe cea a continuării expansiunii teritoriale ruse. Rușii și-au rezervat dreptul de a interveni în legătură cu Principatele Dunărene, în ce privește relațiile dintre acestea și Poarta Otomană. | Vezi Bătăliile Războiului Ruso-Turc (1768–1774) |
| Războiul Ruso-Austro-Turc (1787–1792)                |                              |                                 | Moldova                                      | Reluarea ideii Planului Dacic sub forma unirii celor două Țări Române într-un singur stat, dar sub o dinastie rusă.                                   | - Principatul Moldovei a devenit teatru de operații pentru trupele ruse - Prin preliminariile Tratatului de la Iași (1792) s-au menținut stipulațiile în favoarea Țărilor Române consemnate în Tratatul de la Kuciuk-Kainargi (1774), Convenția de la Aynalıkavak (1779) și Senedul din 1783 - Prin conjugarea efectelor războiului cu cea de-a doua și cea de-a treia împărțire a Poloniei, Imperiul Rus a devenit vecinul Principatului Moldovei de-a lungul Nistrului, încorporând teritoriul dintre râurile Bugul de Sud și Nistru. - S-au creat condițiile favorabile pentru următorul „salt oriental”, de extindere teritorială a Imperiului Rus în sud-estul Europei | Vezi Bătăliile Războiului Ruso-Turc (1787–1792) |
| Războiul Ruso-Turc (1806–1812)                       |                              |                                 |                                              | | |                                                 |
| Războiul Ruso-Turc (1806–1812)                       |                              |                                 |                                              | | |                                                 |
| Războiul de Independență al Greciei                  |                              |                                 |                                              | | |                                                 |
| Războiul Ruso-Turc (1828–1829)                       |                              |                                 |                                              | | |                                                 |
| Revoluția Română din 1848                            |                              |                                 |                                              | | |                                                 |
| Războiul Crimeii                                     |                              |                                 |                                              | | |                                                 |
| Războiul Ruso-Turc (1877–1878)                       |                              |                                 |                                              | | |                                                 |
| Ocupația sovietică a Basarabiei și Bucovinei de Nord |                              |                                 |                                              | | |                                                 |
| Ocupația sovietică a României                        |                              |                                 |                                              | | |                                                 |

## Interpretări

### Considerații
Această cifră de 12 invazii este consemnată în circulație în anul 1956 în cartea lui Nicolae I. Arnăutu Douze invasions russes en Roumanie, publicată în 1956 la Buenos Aires de către Cuget românesc, revistă care a reunit membrii ai exilului românesc din perioada României comuniste.
În ce privește aceste invazii, nu există o uniformitate de opinii în ce privește numărul lor, sau includerea ori excluderea raidurilor, acțiunile ofensive, campaniilor, operațiilor și bătăliilor duse de armatele ruse pe teritoriile românești:
- Astfel, Arnăutu a inclus în 1956 printre invazii atât intrarea forțelor militare ruse pe teritoriile românești din 1711 și din perioada 1916-1920, cât și complexul de acțiuni militare derulate de URSS în perioada 1920-1940.[29]
- Istoricul Apostol Stan, într-o reeditare a cărții lui Arnăutu din 2019, deși a păstrat sistematizarea autorului inițial, a dezvoltat lista și a completat istoria evenimentelor care au succedat anului 1944 și care au constituit ocupația sovietică a României. Deasemenea, fără a defini în mod explicit o a 13-a tentativă de invazie, Stan a luat în considerare în mod separat procesul de apărare a independenței Republicii Moldova de după destrămarea URSS.[31]
- Spre diferență de Stan, conform licențiatului în istorie și analistului de securitate și politică externă Tudor Curtifan, istoricul Ion Bucur a menținut numărul invaziilor la 12 dar a reconsiderat compoziția listei, fără a include cele petrecute în 1711, sau pe cele petrecute în intervalul 1916-1940 (doar până la raptul teritorial din 1940) și nu a inclus operația de apărare a independenței Republicii Moldova. De asemenea, în ce privește Războiul Ruso-Turc (1806–1812), Bucur a luat în considerare în mod independent cele petrecute în 1806 și cele petrecute în perioada 1811-1812.[28]
- Cifra de 12 invazii rusești asupra teritoriilor românești este menținută și în perspectiva conferențiarului universitar din Republica Moldova Valeriu Cerba.[32]

Există opinia că ar trebui luat în considerare și teritoriul dintre Bugul de Sud și Nistru (Transnistria), populat cu moldoveni în Evul Mediu și anexat de Imperiul Rus în urma Războiului Ruso-Austro-Turc din 1787–1792.

### Acțiuni a căror includere este controversată
- Incidentul militar de frontieră de la Mamornița din 28 mai/10 iunie–30 mai/12 iunie 1916
- Operațiile militare pentru apărarea Marii Uniri (1918-1920)

- Revolta de la Hotin
- Răscoala de la Tighina

- Răscoala de la Tatarbunar
- Războiul din Transnistria